# معركة من أجل تيرا
معركة من أجل تيرا (بالإنجليزية: Battle for Terra)‏ هو فيلم رسوم متحركة على الكمبيوتر، تم عرضه في الأصل باسم تيرا، في عام 2007، استنادًا إلى فيلم قصير بهذا الاسم ، من إخراج ارستومينيس سيرباس، الذي ابتكره في البداية مع ميزات CGI الحية ولكنه تم تحويله لاحقًا إلى رسوم متحركة كاملة. يجلب التعليقات الصوتية من قبل بريان كوكس، لوك ويلسون، أماندا بيت، دينيس كويد وجوستين لونج، من بين آخرين.

## القصة
تدور أحداث الفيلم المثيرة حول محاولة غزو سكان الأرض لكوكب تيرا بحثا عن وطن جديد لهم، لكن تنشأ هناك علاقة صداقة قوية بين أحد الطيارين البشر وفتاة من كوكب تيرا وتلك العلاقة تتمكن من إنقاذ تلك السلالتين من الدمار.

## وصلات خارجية
- معركة من أجل تيرا على موقع IMDb (الإنجليزية)
- معركة من أجل تيرا على موقع ميتاكريتيك (الإنجليزية)
- معركة من أجل تيرا على موقع روتن توميتوز (الإنجليزية)
- معركة من أجل تيرا على موقع نتفليكس (الإنجليزية)
- معركة من أجل تيرا على موقع ألو سيني (الفرنسية)
- معركة من أجل تيرا على موقع Turner Classic Movies (الإنجليزية)
- معركة من أجل تيرا على موقع بوكس أوفيس موجو (الإنجليزية)
- معركة من أجل تيرا على موقع فيلمافينيتي (الإسبانية)
- معركة من أجل تيرا على موقع قاعدة بيانات الفيلم (الإنجليزية)
- معركة من أجل تيرا على موقع ليتربوكسد (الإنجليزية)